# Anthony Manfreda
Anthony Richard Tony Manfreda (* 19. Februar 1904 in Meriden, Connecticut; † 9. Oktober 1988 in Brooksville, Florida) war ein US-amerikanischer American-Football-Spieler. In seiner Highschoolzeit spielte er Football am Sanborn Seminary in Kingston, New Hampshire. Seine Collegezeit verbrachte er am Holy Cross College in Worcester, Massachusetts. Dort hält er bis heute den Kickoff-Return-Schulrekord, mit einem 100 Yard Return gegen die Boston University, erzielt 1929. Im Jahr 1930 bestritt er zwei Spiele in der National Football League für die Newark Tornadoes, eines davon als Starter. Manfreda spielte auf der Position des Halfbacks. Er bekam einmal den Ball und erzielte dabei 12 Yard Raumgewinn.